# Geló de l'Epir
Geló de l'Epir fou un noble epirota al servei del rei Neoptòlem I de l'Epir. Va organitzar un complot per matar el príncep Pirros I en ocasió de què el rei i Pirros havien de fer una cerimònia religiosa amb un sacrifici. El complot fou descobert per Pirros, que va matar Neoptòlem (297 aC). La sort de Geló és desconeguda.